# Sergi Enrich
Sergi Enrich Ametller (ur. 26 lutego 1990 w Ciutadella de Menorca) – hiszpański piłkarz występujący na pozycji napastnika w SD Eibar.